# Sozialistische Republik
Die Sozialistische Republik wurde am 5. Januar 1919 in Köln als Zeitung der Unabhängigen Sozialdemokratischen Partei Deutschlands (USPD) gegründet. Sie erschien bis zum 19. Februar 1933.

## Geschichte
Die Zeitung erschien zunächst als Kopfblatt der Solinger Bergische Arbeiterstimme; ab Mitte 1920 arbeitete dann in Köln eine eigene Redaktion.
Vom 6. Dezember 1920 bis September 1921 erschien die Sozialistische Republik als Organ der Vereinigte Kommunistische Partei Deutschlands (VKPD). Ab 1921 war sie die Tageszeitung der Kommunistischen Partei Deutschlands (KPD) für Köln und Umgebung.
Vom 20. Juli bis zum 2. August 1931 war die Zeitung auf Grund der Verordnung zur Bekämpfung politischer Ausschreitungen vom Oberpräsidenten der Rheinprovinz am 18. Juli 1931 verboten.
Als Tageszeitung dokumentierte die Zeitung die Aktivitäten der Unabhängigen Sozialdemokratischen Partei Deutschlands und der Kommunisten im Raum Köln und Umgebung während der Weimarer Republik. Eng verbunden mit der Sozialistischen Republik war die Aachener Arbeiter-Zeitung, die von 1924 bis 1933 als Kopfblatt der Sozialistischen Republik erschien.
Beilagen der Sozialistischen Republik waren:
- Der Rote Stern (illustriert)
- Der kommunistische Gewerkschafter
- Die Kommunistin
- Der Genossenschafter
- Die große Solidarität
- Der Bundschuh

## Redaktion
- Franz Dahlem war Mitbegründer der Sozialistischen Republik und von 1919 bis 1921 deren erster Redakteur.
- Emma Tromm war Mitbegründerin der Sozialistischen Republik
- Heinrich Süßkind war von 1920 bis 1921 Chefredakteur.
- Philipp Dengel war von 1922 bis 1923 Chefredakteur.
- Peter Maslowski war 1924 Chefredakteur.
- Adolf Ende war 1925 Chefredakteur.[7]
- Johannes König war von Dezember 1925 bis Herbst 1926 zweiter politischer Redakteur.
- Peter Stahl (1885–1952) war um 1925 Redakteur.[8]
- Dr.[9] Julius Klepper war von 1924 bis 1926 Redakteur und von 1926 bis 1927 Chefredakteur.[10]
- Willy Feller war 1929 politischer Redakteur.
- Wilhelm Pinnecke 1928 bis 1933 Redakteur.
- Ismar Heilborn war von 1931 bis Ende Februar 1933 Redakteur, dann letzter Chefredakteur der Sozialistischen Republik.
- Weitere Redakteure: Wolfgang Bartels, Arthur May bis Sommer 1932.
- Georg Hansen war von 1923 bis 1924 Volontär.

## Verlag
Der Druck der Zeitung erfolgte ab 1920 durch die Druckerei Max Hertz, Köln, Mühlenbach 38. Bis März 1923 erfolgte der Druck der Zeitung durch die Verlagsanstalt Gutenberg GmbH, Koblenz, Schloßstraße 8. Gedruckt wurde die Zeitung 1927 von der „Peuvag“ Papier-Erzeugungs- und Verwertungs AG Berlin, Filiale: Köln, Aquinostraße 11. Vom 1. März 1928 bis Februar 1933 erfolgte der Druck und Verlag durch die Colonia-Verlag GmbH Köln, Aquinostraße 11. Gesamtauflage 13.000 Stück.

## Archive
Im Stadtarchiv der Stadt Köln finden sich unter der Signatur MF 19/1-24 auf Mikrofilmen folgende Ausgaben: 5. Januar 1919 bis 30. Juni 1920, 3. Januar 1921 bis 30. Juni 1921, 2. Januar 1922 bis 22. Februar 1933.